# Líneas de Media Distancia en Aragón
Las líneas de Media Distancia en Aragón componen la red de Renfe Media Distancia (MD, Regionales Exprés y Regionales) en Aragón. Son líneas de ferrocarril convencional y de ancho ibérico. En total, hay siete líneas.

## Líneas
| Número | Tipo de Servicio         | Tipo de tren | Trayecto                                     | Estaciones | Duración | Trenes diarios |
| ------ | ------------------------ | ------------ | -------------------------------------------- | --- | -------- | -------------- |
| 22     | Regional Exprés          | 448          | Zaragoza - Logroño                           | Zaragoza-Miraflores · Zaragoza-Goya · Zaragoza-Portillo · Zaragoza-Delicias · Utebo · Casetas · Alagón · Cabañas de Ebro · Pedrola · Luceni · Gallur · Cortes de Navarra · Ribaforada · Tudela de Navarra · Castejón · Alfaro · Rincón de Soto · Calahorra · Féculas de Navarra · Alcanadre · Arrubal · Agoncillo · Recajo · Logroño |          |                |
| 26     | Regional Exprés          | 470          | Zaragoza - Pamplona - Vitoria                | Zaragoza-Miraflores · Zaragoza-Goya · Zaragoza-Portillo · Zaragoza-Delicias · Utebo · Casetas · Alagón · Cabañas de Ebro· Pedrola · Luceni · Gallur · Cortes de Navarra · Ribaforada · Tudela de Navarra · Castejón · Villafranca de Navarra · Marcilla de Navarra · Olite · Tafalla · Cízur Mayor · Pamplona · Huarte-Araquil · Echarri-Aranaz · Alsasua-Pueblo · Araya · Aguraín-Salvatierra de Álava · Alegría de Álava · Vitoria |          |                |
| 34     | Regional Regional Exprés | 470          | Barcelona - Mora la Nueva - Caspe - Zaragoza | Barcelona-Estación de Francia · Barcelona-Paseo de Gracia · Barcelona-Sants · Villanueva y Geltrú · San Vicente de Calders · Torredembarra · Altafulla-Tamarit · Tarragona · Vilaseca · Reus · Borjas del Campo · Marsá-Falset · Capsanes · Mora la Nueva · Ascó · Flix · Ribarroja de Ebro · Fayón-Puebla de Masaluca · Nonaspe · Fabara · Val de Pilas · Caspe · Samper · La Puebla de Híjar · La Zaida-Sástago · Quinto · Fuentes de Ebro · Zaragoza-Miraflores · Zaragoza-Goya · Zaragoza-Portillo · Zaragoza-Delicias |          |                |
| 38     | Regional Regional Exprés | 470          | Zaragoza - Lérida                            | Zaragoza-Delicias · Zaragoza-Portillo · Zaragoza-Goya · Zaragoza-Miraflores · Villanueva de Gállego · Tardienta · Grañén · Sariñena · Monzón-Río Cinca · Binéfar · Lérida-Pirineos |          |                |
| 49     | MD Regional              | 594 599      | Valencia - Teruel - Zaragoza                 | Valencia-Estación del Norte · Valencia-Cabañal · Sagunto · Segorbe-Ciudad · Jérica-Viver · Caudiel · Barracas · Rubielos de Mora · Mora de Rubielos · Sarrión · Puebla de Valverde · Puerto Escandón · Teruel · Cella · Santa Eulalia del Campo · Villafranca del Campo · Monreal del Campo · Torrijo del Campo · Caminreal-Fuentes Claras · Calamocha-Nueva · Navarrete · Lechago · Cuencabuena · Ferreruela · Villahermosa · Badules · Villadoz · Villarreal de Huerva · Encinacorba · Cariñena · Longares · Arañales de Muel · María de Huerva · Zaragoza-Delicias · Zaragoza-Portillo · Zaragoza-Goya · Zaragoza-Miraflores            |          |                |
| 55     | Regional Regional Exprés | 470          | Madrid - Arcos de Jalón - Zaragoza           | Madrid-Chamartín · Alcalá de Henares · Guadalajara · Yunquera de Henares · Humanes · Espinosa de Henares · Carrascosa de Henares · Jadraque · Matillas · Baides · Sigüenza · Torralba · Medinaceli · Arcos de Jalón · Santa María de Huerta · Monreal de Ariza · Ariza · Cetina · Alhama de Aragón · Bubierca · Ateca · Terrer · Calatayud · Embid de Jalón · Paracuellos/Saviñán · Saviñán-Mores-Purroy · Morata de Jalón · Ricla-La Almunia · Calatorao-Salillas de Jalón · Épila-Rueda de Jalón/Lumpiaque · Plasencia de Jalón · Grisén · Casetas · Utebo · Zaragoza-Delicias · Zaragoza-Portillo · Zaragoza-Goya · Zaragoza-Miraflores |          |                |
| 56     | Regional                 | 594 599      | Zaragoza - Huesca - Canfranc                 | Zaragoza-Delicias · Zaragoza-Portillo · Zaragoza-Goya · Zaragoza-Miraflores · Villanueva de Gállego · Tardienta · Huesca · Ayerbe · Riglos · Santa María y La Peña · Anzánigo · Caldearenas-Aquilué · Sabiñánigo · Jaca · Castiello-Pueblo · Villanúa · Canfranc |          |                |

- Datos: Q76464234